# Leprechaun: Origins
Leprechaun: Origins (titulada Leprechaun: El origen en Argentina) es una película estadounidense de terror de 2014 dirigida por Zach Lipovsky, escrita por Harris Wilkinson y protagonizada por Dylan Postl, más conocido como el luchador Hornswoggle. Es la séptima película de la saga del Leprechaun, que actúa como un reinicio. Descrita como «una oscura película de terror Hard R», fue estrenada el 26 de agosto de 2014 en vídeo bajo demanda y en formato digital de alta definición tras haber tenido un lanzamiento limitado en cines el 22 de agosto de 2014. El DVD/Blu-ray fue lanzado el 30 de septiembre de 2014.

## Sinopsis
Mientras recorren la exuberante campiña irlandesa, dos jóvenes e incautas parejas se tropiezan con un secreto escalofriante oculto en un pueblo. Ben (Andrew Dunbar), Sophie (Stephanie Bennet), David (Brendan Fletcher) y Jeni (Melissa Roxburgh) descubren rápidamente que aquel lugar idílico no es lo que aparenta ser cuando los residentes del pueblo les ofrecen alojarse en una vieja cabaña en el borde del bosque. No tardarán en saber que una de las leyendas más famosas de Irlanda es una aterradora  realidad.

## Reparto
- Dylan Postl como Leprechaun.
- Stephanie Bennett como Sophie Roberts.
- Bruce Blain como Ian Joyce.
- Teach Grant como Sean McConville.
- Adam Boys como Francois.
- Andrew Dunbar como Ben.
- Brendan Fletcher como David.
- Melissa Roxburgh como Jeni.

## Comercialización
Anunciada como un acuerdo entre Lionsgate y WWE Studios, la película fue lanzada el 26 de agosto de 2014 en video bajo demanda, a lo que siguió un Blu-ray lanzado el 30 de septiembre de 2014.